# Mégantic (district électoral)
Ne doit pas être confondu avec Mégantic (circonscription provinciale).
Circonscription électorale provinciale du Canada
Mégantic est une ancienne circonscription électorale provinciale du Québec.

## Liste des députés
| Années | Années      | Député                 | Parti                 |
| ------ | ----------- | ---------------------- | --------------------- |
|        | 1867 - 1871 | George Irvine          | Conservateur          |
|        | 1871 - 1875 | George Irvine          | Conservateur          |
|        | 1875 - 1876 | George Irvine          | Libéral               |
|        | 1876 - 1878 | Andrew Kennedy         | Conservateur          |
|        | 1878 - 1881 | George Irvine          | Libéral               |
|        | 1881 - 1884 | George Irvine          | Libéral               |
|        | 1884 - 1886 | John Whyte             | Libéral               |
|        | 1886 - 1888 | Andrew Stuart Johnson  | Conservateur          |
|        | 1888 - 1890 | William Rhodes         | Libéral               |
|        | 1890 - 1892 | Andrew Stuart Johnson  | Conservateur          |
|        | 1892 - 1897 | James King             | Conservateur          |
|        | 1897 - 1890 | George Robert Smith    | Libéral               |
|        | 1900 - 1904 | George Robert Smith    | Libéral               |
|        | 1904 - 1908 | George Robert Smith    | Libéral               |
|        | 1908 - 1912 | David Henry Pennington | Conservateur          |
|        | 1912 - 1916 | Joseph Demers          | Libéral               |
|        | 1916 - 1919 | Lauréat Lapierre       | Libéral               |
|        | 1919 - 1923 | Lauréat Lapierre       | Libéral               |
|        | 1923 - 1927 | Lauréat Lapierre       | Libéral               |
|        | 1927 - 1935 | Lauréat Lapierre       | Libéral               |
|        | 1931 - 1935 | Lauréat Lapierre       | Libéral               |
|        | 1935 - 1936 | Tancrède Labbé         | ALN                   |
|        | 1936 - 1939 | Tancrède Labbé         | Union nationale       |
|        | 1939 - 1940 | Louis Houde            | Libéral               |
|        | 1940 - 1944 | Tancrède Labbé         | Union nationale       |
|        | 1944 - 1948 | Tancrède Labbé         | Union nationale       |
|        | 1948 - 1952 | Tancrède Labbé         | Union nationale       |
|        | 1952 - 1956 | Tancrède Labbé         | Union nationale       |
|        | 1956        | Tancrède Labbé         | Union nationale       |
|        | 1957 - 1960 | Joseph-Émile Fortin    | Union nationale       |
|        | 1960 - 1962 | Pierre-Émilien Maheux  | Libéral               |
|        | 1962 - 1966 | Pierre-Émilien Maheux  | Libéral               |
|        | 1966 - 1970 | Marc Bergeron          | Union nationale       |
|        | 1970 - 1973 | Bernard Dumont         | Ralliement créditiste |

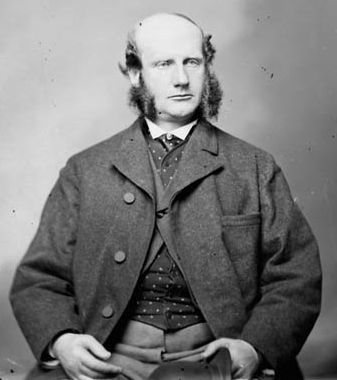
George Irvine est député de Mégantic de 1867 à 1876 et de 1878 à 1884

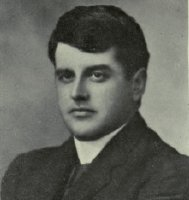
Joseph Demers est député de Mégantic de 1912 à 1916

Légende: Les années en italiques indiquent les élections partielles.